# 陽願寺 (越前市)

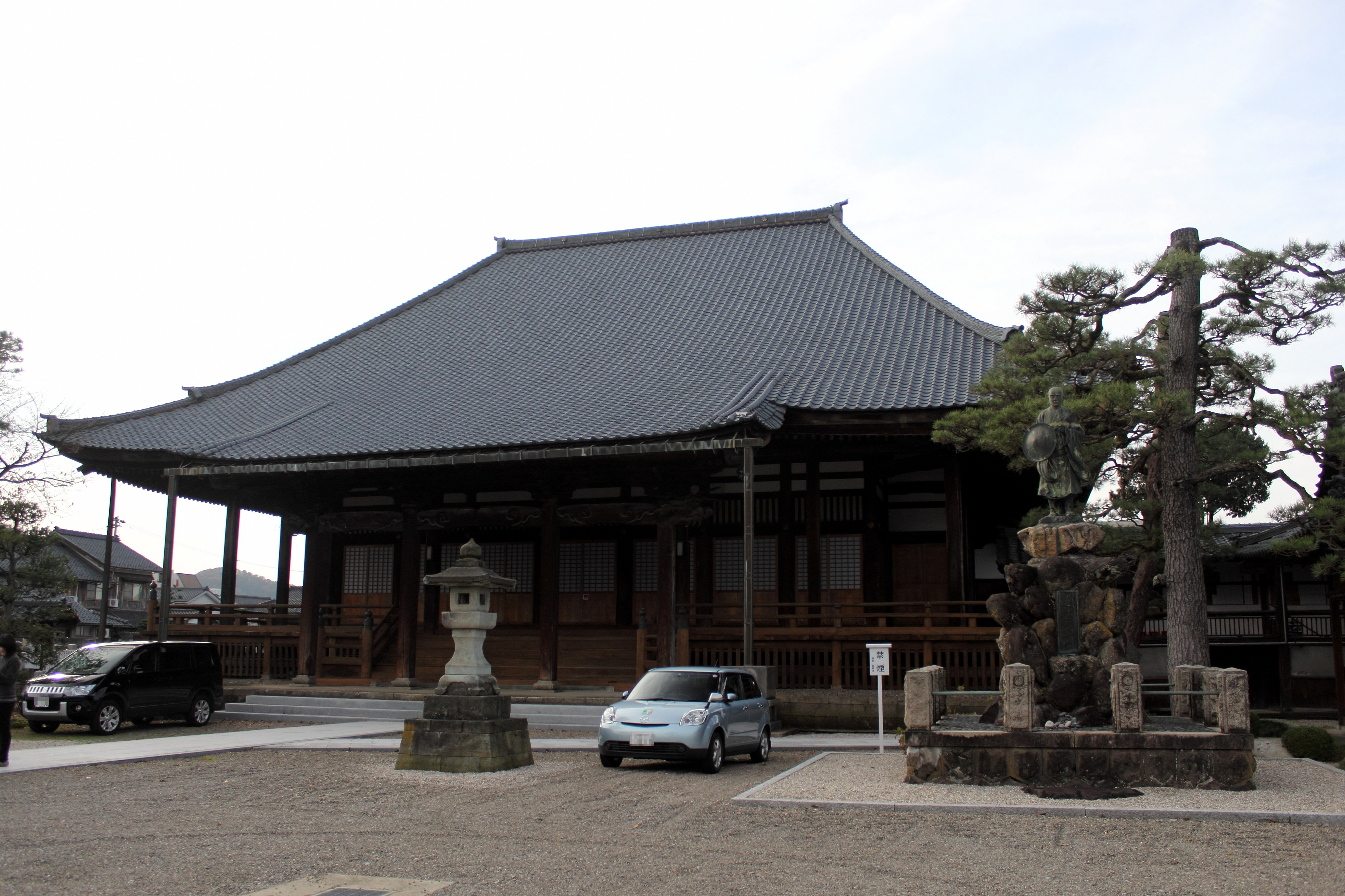
陽願寺 (越前市)

陽願寺（ようがんじ）は、福井県越前市にある浄土真宗本願寺派の寺院である。 通称「御堂陽願寺みどう　ようがんじ」。

## 歴史・概要
- 陽願寺は浄土真宗本願寺派の寺院で、善鎮によって建立された。
- 善鎮は本山毫摂寺(真宗出雲路派本山)6代であり、本山證誠寺(真宗山元派本山)の住持も兼任した。1482年（文明14年）20歳の時3年間山科本願寺で過ごし、蓮如より他力念仏の教えを受けた。やがて「正闡坊」の名を拝受し、蓮如のすすめで越前の国に戻り、広瀬村・岩崎（現在の福井県越前市広瀬町）に一宇を建立。それが陽願寺の始まりである。
- 陽願寺の寺号は、1485年（文明17年）に蓮如（本願寺第8代）によって命名された。当時、越前地方では秘事法門（正しくない真宗の教え）がはこびっていたことから、正しい教えを意味する「陽」と本願寺の「願」の二字を合わせたものである。
- また、蓮如（本願第8代）が1499年（明応8年）に往生されると、蓮如の跡を継承された実如（本願寺第9代）より善鎮の元へ実如の「御消息」（お手紙）と蓮如の御骨が届いた。この「御消息」には、形見の御骨を送った理由が記されており、現在寺宝（市文化財）として保存されている。
- 陽願寺はその後も興隆し1597年（慶長2年）、南越地方の惣録となった。准如（本願寺第12代）より「院家」の通達が届き、同時に南越地方の「惣録」を命じられとする。またその頃より陽願寺は「御堂」と呼ばれるようになった。江戸時代には、本山である西本願寺や公家との関係も深まり、桜町天皇の位牌や光格天皇の冠などを授かった。また、府中城主本多富正の両親の墓所や歴代城主並びに一族の位牌などが現存する。
- 明治時代には府中の大火で本堂、庫裏が全焼するも、その後再建された。本堂は十三間四面の欅造りである。建造物は、本山である西本願寺の宗主（門主）を迎え入れる為に造られている。
- 2020年には、本堂・庫裏・対面所・御殿・洋館・客殿・納骨堂・土蔵・鐘楼の９棟が国の登録有形文化財となった。

## 行事
- | [icon] | この節の加筆が望まれています。 （2021年6月） |

## 文化財

### 国の登録有形文化財
2020年8月17日に登録
- 本堂
- 庫裏
- 対面所
- 御殿
- 洋館
- 客殿
- 納骨堂
- 土蔵
- 鐘楼

### 市指定文化財
- 蓮如上人、善鎮法師連座御影
- 実如上人（本願寺九世）御消息（別名御骨の御書・蓮如上人遺言書）
- 本願寺十二世准如上人御影
- 皇室関係資料４点(115代桜町天皇位牌・119代光格天皇冠・書状2点)
- 五師連坐像（陽願寺２代～６代）